# كأس اليونان 2008–09
كأس اليونان 2008–09 (باليونانية: Κύπελλο Ελλάδος ποδοσφαίρου ανδρών 2008-09)‏ هو الموسم 67 من كأس اليونان. أشرف على تنظيمه الاتحاد الإغريقي لكرة القدم، وكان عدد الأندية المشاركة فيه 70، وفاز فيه نادي أولمبياكوس.